# Brett Sickler
Brett Sickler (19 de marzo de 1983) es una deportista estadounidense que compitió en remo. Ganó dos medallas de oro en el Campeonato Mundial de Remo, en los años 2006 y 2007, ambas en la prueba de ocho con timonel.

## Palmarés internacional
| Campeonato Mundial | Campeonato Mundial | Campeonato Mundial | Campeonato Mundial |
| Año                | Lugar              | Medalla            | Prueba             |
| ------------------ | ------------------ | ------------------ | ------------------ |
| 2006               | Eton (Reino Unido) | Medalla de oro     | Ocho con timonel   |
| 2007               | Múnich (Alemania)  | Medalla de oro     | Ocho con timonel   |